# Norderstapel
Norderstapel település Németországban, Schleswig-Holstein tartományban. Lakosainak száma 779 fő (1975. december 31.).

## Népesség
A település népességének változása:

| 1975 | 779 |